# 최호성
최호성(1973년 9월 23일~)은 대한민국의 골프 선수이다. 우리금융그룹 소속으로 활동하고 있다. 2001년에 프로로 전향하여 일본 LPGA 투어에서 3회 우승했다.